# SCORE (人工衛星)

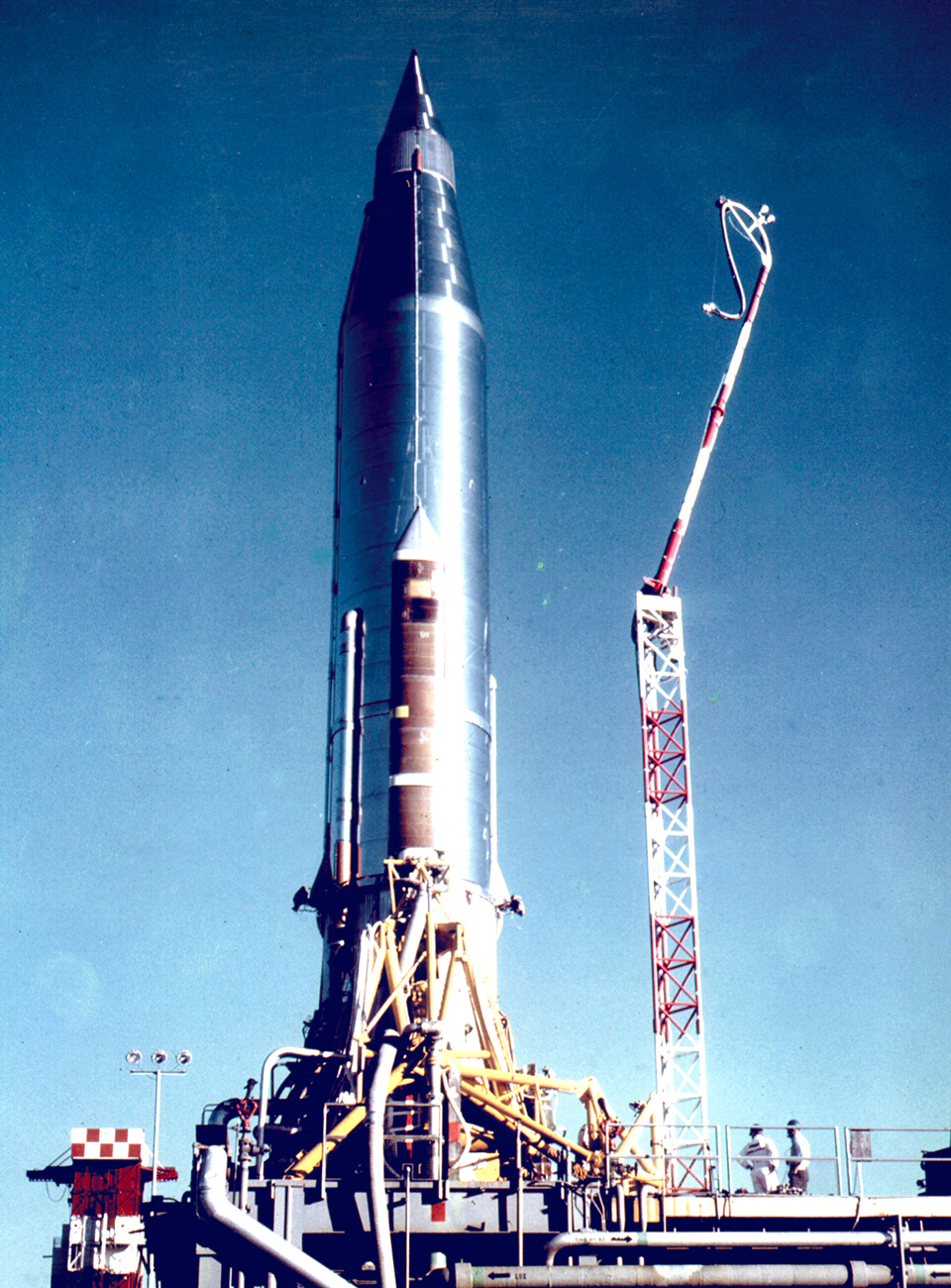
発射台に据えられたSCOREとアトラスBロケット（ブースターエンジンはまだ付いていない）

SCORE(Signal Communications by Orbiting Relay Equipment)は、世界で最初の通信衛星である。1958年12月18日にアトラス (ロケット)で打ち上げられ、宇宙から最初の通信中継の試験を行った。また、アトラスを打上げ機として用いた最初の成功例となった。軌道上のテープレコーダーからドワイト・アイゼンハワー大統領のクリスマスメッセージを短波で送信し、世界中の注目を集めた。

## 背景
ロイ・ジョンソンが局長を務める当時新設された高等研究計画局で6箇月の検討が行われ、十分な資源を持ち、小規模で非常に焦点を絞った融通が利く研究グループが、国際的な宇宙開発競争に勝ち抜くために必要な科学技術の進歩を達成するのに最適な組織であると結論付けられた。
SCOREの技術目的は2つあった。アトラスミサイルが軌道に達することができることを実証する他に、この計画では、1つの地上基地局から1つ又は複数の地上基地局まで、大気上層を経由して情報の伝送を行うことの可能性が示された。この計画の結果、リアルタイム及びストアアンドフォワードの両方で、通信衛星が地上のある点から別の点へ情報を伝達することができるというブレイクスルーが得られた。

## 宇宙船
SCORE通信は、軍事通信の研究者ケネス・マスターマン＝スミスがアメリカ陸軍のSignal Research and Development Laboratory (SRDL)の同僚とともに開発した。計画全体が、88人の人物しかその存在を知らない秘密裏に進められた。SCOREの打上げ日の前に、88人のうち53人が、計画は中止されたと伝えられ、計画が存在したことも口外しないように命じられた。そのため、ミッションの内容を知っている者はわずか35人となり、打上げ要員も含めたその他の人々は、単にロケットの試験打上げのための作業を行っていると思っていた:236。
ペイロードの重量は68kgで、アトラスミサイルの流線型の容器の中に収められた。軌道に乗る合計の重量は3969kgであった。SCOREは、軌道高度183km、軌道傾斜角32.3°、軌道周期101.5分の軌道に乗せられた。バッテリーは12日間持続し、1959年1月21日に大気圏再突入した。このミサイルに搭載された通信機器は、シグナルを受信し、それを増幅して、地球に向けて再送信した。機器の2重の冗長系は、ミサイルの先端部分に収められた。送信用2つと受信用2つからなる4つのアンテナは、ミサイルの表面の平らな面に取り付けられた。SCOREの他の機器は、4分ずつの容量の2つのテープレコーダーであった。アメリカ合衆国南部の4つの地上基地局は全て、蓄積されたメッセージを送り返す指令や新しいメッセージを受信させ、蓄積させることができた。また、12日のミッションの間に1つのテープレコーダーが故障し、冗長性は非常に重要であることが明らかとなった。
宇宙から世界へ最初に送信されたメッセージは、以下のとおりである。
こちらはアメリカ大統領です。科学技術の進歩の脅威によって、私の声は宇宙を回る衛星によってあなたのところへ届けられています。私のメッセージはシンプルなものです。この独特な手段を通じて、私はあなたと全ての人類に、地球の平和と全ての場所の人への友好に対するアメリカの願いを届けます。
放送されたアイゼンハワーの挨拶は非常に弱く、非常に感度の高いラジオでしか受信できなかった。そのため、ほとんどのアメリカ人は、ニュース番組でこのメッセージを聞くこととなった:243。

## 衝撃
地政学的戦略において、アメリカ合衆国は、1957年にスプートニク1号を打ち上げたソビエト連邦と並ぶことになった。打上げ当日、アイゼンハワーはホワイトハウスにおいてソビエト連邦の支配下にあるポーランドからの代表団を接待するスケジュールがあった。その夕方のディナーのスピーチの席上で、彼は打上げについて言及し、ディナーを中断して聴衆に対し計画の存在を明らかにした。この時彼は、SCOREは平和目的のミッションであるが、アメリカ合衆国はもはや宇宙から核兵器を運ぶ能力を持ったことを指摘した。